# شان اولسون
شان اولسون (انگلیسی: Sean Olsson؛ زادهٔ ۲ مارس ۱۹۶۷)از برندگان مدال‌های بازی‌های المپیک اهل بریتانیا است.